# Трактат за парите
„Трактат за парите“ (на английски: A Treatise on Money) е книга на английския икономист Джон Мейнард Кейнс, издадена през 1930 година.
В нея той разграничава спестявания от инвестиции и излага възгледа си, че стопанските рецесии се дължат на нарушаване на баланса между двете, при което спестяванията надхвърлят инвестициите. Няколко години по-късно той доразвива вижданията си за стопанските цикли в „Обща теория на заетостта, лихвата и парите“ (1936).